# Мето, Мэйо
Мэ́йо Ме́то (англ. Mayo Methot; 3 марта 1904, Портленд, Орегон, США — 9 июня 1951, Портленд, Орегон, США) — американская актриса.

## Биография
Мэйо Мето родилась 3 марта 1904 года в Портленде (штат Орегон, США) в семье капитана Джека Мето (умер 20 декабря 1929 года) и Эвелин М. Мето (умерла 27 ноября 1956 года).

## Карьера
В 1908 году Мэйо начала играть в театре, а в 1920-х годах она прославилась в качестве актрисы Бродвея. В 1930—1940 года Мето сыграла в 28-ми фильмах.

## Личная жизнь
В 1921—1927 года Мэйо была замужем за кинооператором Джоном М. Ла Мондом.
В 1930—1936 года Мэйо была замужем за ресторатором Перси Т. Морганом-младшим.
В 1938—1945 года Мэйо была замужем за актёром Хамфри Богартом (1899—1957).

## Последние годы жизни и смерть
Мэйо завершила свою кинокарьеру в начале 1940-х годов в связи с алкоголизмом. В последние годы жизни Мето находилась под опекой своей матери в Орегоне, где она скончалась 9 июня 1951 года в местном госпитале от передозировки наркотиков в 47-летнем возрасте.

## Избранная фильмография
| Год  |   | Русское название               | Оригинальное название         | Роль             |
| ---- | - | ------------------------------ | ----------------------------- | ---------------- |
| 1933 | ф | Адвокат                        | Counsellor at Law             |                  |
| 1935 | ф | Дело о любопытной новобрачной  | The Case of the Curious Bride | Флорабель Лоусон |
| 1936 | ф | Мистер Дидс переезжает в город | Mr. Deeds Goes to Town        | миссис Семпл     |
| 1937 | ф | Меченая женщина                | Marked Woman                  | Эстел Портер     |